# Fresne-Léguillon
Fresne-Léguillon é uma comuna francesa na região administrativa de Altos da França, no departamento de Oise. Estende-se por uma área de 7,31 km². Em 2010 a comuna tinha 448 habitantes (densidade: 61,3 hab./km²).